# Voix (musique classique)
Pour des articles plus généraux, voir Voix (instrument) et Chant.
 (juillet 2010).
Si vous disposez d'ouvrages ou d'articles de référence ou si vous connaissez des sites web de qualité traitant du thème abordé ici, merci de compléter l'article en donnant les références utiles à sa vérifiabilité et en les liant à la section « Notes et références ».
D'abord unique instrument de la musique profane, la voix, instrument à part entière, est intégrée comme telle dans les œuvres de musique classique.
Pendant la plus grande partie du Moyen Âge, celle-ci est tout d'abord présente, de manière quasiment exclusive, dans le répertoire du chant grégorien. À partir de cette origine, de nombreux genres musicaux consacrés à la musique vocale se développeront au cours des siècles suivants : le motet, la cantate, l'opéra, la mélodie, etc.
Au cours de la Renaissance, une différenciation s'amorce entre d'une part la voix du choriste et d'autre part la voix du soliste.

## La voix soliste
Depuis la période baroque, la spécialisation et la virtuosité des voix de solistes n'ont jamais cessé de progresser au cours des siècles. Les chanteurs solistes sont principalement classés selon la hauteur relative de leur voix, comparée à celle des autres typologies vocales.
Les qualités d'une voix, son agilité, son volume, sa vélocité, dépendent moins des aptitudes  reçues à la naissance, que du travail et des exercices d'entraînement accomplis par le chanteur.
On aura soin de distinguer, d'une part, la tessiture, qui désigne l'ensemble des notes aisément réalisées par un chanteur, d'autre part, l'ambitus, qui désigne l'étendue totale d'une voix, comprenant, outre la tessiture, un certain nombre de « notes exceptionnelles », dans l'aigu ou dans le grave, que le chanteur peut émettre au prix d'un effort particulier.

### Les voix de femmes et d'enfants
Chez les femmes et les enfants, il existe trois catégories vocales principales :
- les sopranos qui correspondent à la tessiture la plus aiguë des voix féminines ;
- les mezzo-sopranos, à la tessiture moyenne ;
- les contraltos – ou altos – voix les plus graves.

### Les voix d'hommes
Chez les hommes, on distingue quatre catégories :
- les contreténors, utilisant la technique du fausset  ou falsetto dans des répertoires spécifiques, principalement dans la musique baroque. Cette catégorie se subdivise, sur le principe de la classification féminine, en sopraniste et contraltiste ;
- les ténors, voix masculines les plus aiguës en voix de poitrine. Dans le répertoire baroque français, on appelle haute-contre un ténor qui utilise occasionnellement la voix de tête ou de fausset pour les aigus ou suraigus. De nos jours, les termes de « haute-contre » et de « contreténor » sont fréquemment confondus ; cependant, si l'étendue de ces deux types vocaux se rejoignent bien souvent, leurs techniques vocales respectives sont différentes ;
- les barytons, à la tessiture médium. Il s'agit d'un type de voix très répandu car c'est le plus proche de la voix parlée ;
- les basses, voix masculines les plus graves et donc, les plus graves toutes familles confondues.

Il existait jusqu'au commencement du XXe siècle une cinquième catégorie : les castrats. Cette pratique, courante à la période baroque — surtout en Italie — ayant été interdite par la suite, les emplois sont maintenant désormais tenus par des chanteuses travesties ou des contreténors.

### Théories de la voix et du chant
Verdhurt, Garcia, Faure, Crosti, etc. distinguent trois parties, trois mécanismes dans la division de chaque voix, quelle que soit sa nature. La théorie consiste à adopter une technique vocale permettant d'avoir une bonne qualité de timbre et une bonne homogénéité quelle que soit la hauteur des notes :
- la voix de poitrine, se subdivisant en voix de poitrine proprement dite et en voix palatale, nécessiterait un timbre clair et ouvert pour renforcer les harmoniques aigus ;
- la voix de tête, se subdivisant en voix de tête proprement dite et en voix de fausset, nécessiterait un timbre sombre et couvert pour ne pas forcer exagérément sur les cordes vocales et ne pas avoir un son trop criard ;
- la voix mixte, registre médian formé de voix de tête et de voix palatale diminuée, permet de passer d'un mécanisme à l'autre sans cassure de la voix.

Pour Crosti, il n'y a pas que la voix de poitrine et la voix de tête; il y a une sorte d'émission intermédiaire qu'il appelle voix palatale, et qui est une légère modification de la voix de poitrine. La voix palatale est produite au niveau de la glotte suivant le même mécanisme que la voix de poitrine proprement dite (cordes vibrant dans toute leur longueur), mais elle diffère de cette dernière en ce sens que la résonance, au lieu de se faire surtout dans le thorax, vient prendre son appui sous la voûte palatine grâce à une disposition appropriée du pharynx, du voile du palais. Le souffle vocal, envoyé vers les sinus frontaux et frappant directement les parois supérieures du palais, y contracte la rondeur, la majesté et le moelleux auxquels les cavités nasales qu'il traverse (sans les mettre en vibration toutefois) ajoutent encore de la sonorité. C'est également dans ce registre que se produisent les sons les plus riches d'un organe. Aussi, faut-il en soigner l'émission, car il constitue en outre le médium, partie de la voix dans laquelle sont écrits généralement les morceaux à chanter.
« Ne respirez pas en levant les épaules, outre que c'est pénible à exécuter, c'est fort désagréable, à voir, et de plus ce moyen, peu rapide, ne vous permet pas de respirer à fond et de prendre la dose intégrale d'air qui constitue une respiration complète. Respirez du thorax comme lorsque vous êtes couché sur le dos. Allongez-vous sur un lit et étudiez alors quel est le travail qui s'accomplit lorsque vous respirez. Vous verrez que vos épaules ne bougent pas, que seul votre thorax fonctionne. Eh bien, une fois debout, faites en sorte de vous habituer à prendre votre respiration comme vous la preniez l'instant d'avant, lorsque vous étiez couché sur le dos.
Il sera très important de s'habituer à prendre la respiration par le nez, sans ouvrir la bouche. Par ce moyen, outre qu'on prend autant d'air qu'en ouvrant la bouche, on a l'avantage de ne pas se dessécher la gorge.
Quand vous aurez contracté cette habitude, peu difficile à acquérir d'ailleurs, vous vous étudierez à garder, dans votre poitrine, le plus profondément possible, la respiration que vous aurez prise, et ce, en obligeant votre thorax par un léger effort, une légère pression, à rester dilaté, position qu'il devra garder, autant que possible, tant que vous chanterez, afin que votre poitrine, qui est votre caisse d'harmonie, soit toujours dans son plus grand développement. Respirez donc bien à fond (comme il faut toujours le faire, n'aurait-on qu'un mot à dire) et appuyez constamment, mais légèrement sur votre respiration, d'abord pour l'empêcher de remonter trop tôt, et pouvoir ainsi ne la dépenser qu'avec la plus grande parcimonie et ensuite pour forcer votre poitrine à rester dilatée et offrir ainsi au son le plus grand centre de développement possible. J'ajoute que cette façon de respirer vous permettra de prendre une rapide et copieuse respiration. »
— Eugène Crosti. Le gradus du chanteur, 1893,

### Autres classements possibles
- Si vous ne connaissez pas le sujet, laissez ce bandeau (vous pouvez alors contacter les auteurs).
- Si vous supprimez le contenu mis en cause (vous pouvez préalablement contacter les auteurs),

argumentez précisément cette suppression dans la page de discussion
(un manque de référence n'est pas un argument ; une recherche réelle de référence doit avoir été effectuée, être formellement documentée).
D'autres distinctions, variant selon les pays, les époques, les compositeurs ou les répertoires, viennent parfois s'ajouter au classement ci-dessus.
Selon l'agilité et le timbre, on pourra classer les voix en trois grandes sous-catégories :
- les « voix légères », les plus claires et les plus aptes à la vélocité ;
- les « voix lyriques », sous-catégorie intermédiaire entre la précédente et la suivante ;
- les « voix dramatiques », les plus sombres et les plus corsées, mais les moins agiles.

Il est fréquent que les voix légères disposent de quelques notes supplémentaires dans l'aigu, tandis que les voix dramatiques bénéficient souvent d'une extension de leur registre vers le grave. Ces subdivisions sont couramment employées chez les sopranos, les mezzo-sopranos et les ténors.
On dira par exemple, que le rôle du comte Almaviva dans l'opéra Le Barbier de Séville de Rossini nécessite une voix de « ténor léger » celui de Don José dans Carmen de Bizet une voix de « ténor lyrique » et celui de Florestan dans Fidelio de Beethoven une voix de « ténor dramatique » (ou « fort ténor »).
D'autres caractéristiques peuvent entrer en ligne de compte dans la classification des types vocaux :
- la couleur (voix « claires » et voix « sombres ») ;
- le volume (ou puissance) ;
- l'épaisseur ;
- le mordant[réf. nécessaire].

Selon la puissance relative, on pourra classer les voix de la manière suivante, par intensité croissante :
- les « voix de micro » : moins de 80 décibels ;
- les « voix de salon » : de 80 à 90 décibels ;
- les « voix d'opérette » : de 90 à 100 décibels ;
- les « voix d'opéra-comique » : de 100 à 110 décibels ;
- les « voix d'opéra » : de 110 à 120 décibels ;
- les « voix de grand opéra » : plus de 120 décibels[6].

## La voix en chœur
Dans une chorale ou chœur, les choristes sont habituellement répartis en plusieurs pupitres.
Une telle répartition constitue davantage une affectation parmi les différents pupitres, qu'une véritable distribution de parties vocales correspondant précisément à la tessiture de chaque choriste. Néanmoins, autant que faire se peut, les voix les plus élevées sont placées dans les pupitres aigus, et les voix les plus basses, dans les pupitres graves.
L'appellation des différents pupitres reprend à peu de chose près la typologie vocale des solistes, dans les pays francophones. Cependant, le mot « alto » est employé de préférence au mot « contralto », ce dernier restant associé à la voix de soliste.
C'est ainsi que, selon la hauteur, on classe les voix de femmes ou d'enfants en deux grandes catégories : le soprano — la plus aiguë — et l'alto — la plus grave. De la même façon, toujours selon la hauteur, on classe les voix d'hommes en deux grandes catégories : le ténor — la plus aiguë — et la basse — la plus grave.
Au sein d'un même pupitre, il peut arriver que les emplois se dédoublent — ou se divisent —, le premier sous-pupitre regroupant les voix les plus aiguës du pupitre, le second, les voix les plus graves. On aura ainsi (de l'aigu vers le grave) : les premiers sopranos, les seconds sopranos, etc. En ce qui concerne le pupitre des altos, les premières sont souvent appelées mezzo-sopranos, et les secondes, tout simplement altos. De la même façon, en ce qui concerne le pupitre des basses, les premières sont souvent appelées barytons et les secondes simplement basses.
Exemple de répartition des voix dans un chœur mixte (c'est-à-dire composé d'hommes et de femmes) à quatre voix :
- sopranos 1 (ou premières sopranos) ;
- sopranos 2 (ou secondes sopranos) ;
- altos 1 (ou mezzo-sopranos) ;
- altos 2 (ou altos) ;
- ténors 1 (ou premiers ténors) ;
- ténors 2 (ou seconds ténors) ;
- basses 1 (ou barytons) ;
- basses 2 (ou basses).

## Étendue des voix classiques
En Occident, au Moyen Âge, l'étendue moyenne de la voix  telle qu'elle était exigée par les partitions  ne dépassait guère l'octave. Une portée de quatre lignes permettant de couvrir un ambitus de neuf notes, la sélection de la bonne clé facilitait donc la lecture, en évitant l'utilisation de lignes supplémentaires au-dessus ou au-dessous de la portée. C'est ainsi qu'à cette époque, le choix de la clé déterminait, non pas une typologie vocale, mais une simple étendue correspondant à l'ambitus de telle partie musicale. La terminologie utilisée superius, ténor, basse, etc. désignait en fait une fonction précise dans l'édifice polyphonique, et non un véritable « type de voix », ainsi que ce sera le cas, plus tard, à l'époque baroque et à l'époque classique.
Dès la Renaissance cependant, une évolution est amorcée chez les solistes. De nombreux progrès techniques sont accomplis dans le domaine vocal, sans doute stimulés par le succès croissant de genres musicaux tels que le madrigal ou l'opéra. Ce mouvement entraîne un développement de la virtuosité et surtout, une extension progressive de l'ambitus des différents types vocaux. On peut considérer qu'à partir de la période classique, l'étendue habituelle d'une voix de soliste, est de deux octaves. Il n'est pas rare que des chanteurs dépassent de quelques notes ce registre de base, dans le grave ou dans l'aigu, et les compositeurs ne se priveront pas d'écrire des pièces destinées à telle ou telle voix exceptionnellement douée dans ce domaine. On raconte, par exemple, que l'étendue vocale de Pauline Viardot, célèbre cantatrice du XIXe siècle, couvrait plus de trois octaves.
Le schéma ci-dessous  présente la tessiture des principales typologies vocales pour la musique classique. Il doit évidemment être relativisé. Une telle répartition contient inévitablement une part d'arbitraire, dû à plusieurs facteurs. Tout d'abord, la fréquence du la du diapason a considérablement fluctué au cours des époques — et par voie de conséquence, la hauteur des notes, également. Il convient de tenir compte ensuite, d'une certaine imprécision en matière de terminologie, celle-ci variant selon les pays, les compositeurs, les courants musicaux, etc. Enfin, les typologies vocales ne peuvent correspondre exactement aux voix individuelles des chanteurs, fussent-ils solistes renommés, et ne constituent que des modèles idéaux associés à des emplois et des répertoires déterminés.
Ulrich Michels, dans son Guide illustré de la musique, présente des registres un peu différents, en distinguant les limites de ce que les voix peuvent chanter de l'ambitus utilisable en pratique.

### Numérotation
Les octaves sont différenciées par numérotation. La convention française donne le numéro 3 au la de 440 Hz, noté la3. Dans ce système, le la de 220 Hz est noté la2. Le changement d'octave se fait à partir du do supérieur ; ainsi on passe du si2 au do3.
Cette numérotation diffère selon les pays. Aux États-Unis, le la3 est noté A4 (une unité de plus). Ce standard est utilisé dans les logiciels d'édition et composition musicales les plus répandus. L'Allemagne et l'Angleterre possèdent également un système de numérotation qui leur est propre (cf schéma ci-dessous).
Dans le système français, au-dessous de l'octave 1 se trouve l'octave -1. Dans le système américain, la première octave commence à 0.

## Clés utilisées en musique classique vocale
Les différentes formes de clé en usage au Moyen Âge — principalement, la clé de fa, pour les sons graves, la clé d'ut, pour ceux du médium, et la clé de sol, pour les aigus — ont été successivement placées sur les différentes lignes de la portée.
À partir de la Renaissance, seul un petit nombre de clés est maintenu pour la notation des parties vocales. Il s'agit essentiellement de la clé de sol deuxième ligne, des clés d'ut, première, deuxième, troisième et quatrième lignes, et des clés de fa, troisième et quatrième lignes.
Il y en a eu d'autres — par exemple, la « clé de sol première », ou encore, la « clé de fa cinquième » — mais qui furent utilisées de manière plutôt exceptionnelle.
Au cours du XIXe siècle, dans le but de simplifier la lecture des chanteurs — choristes aussi bien que solistes —, les éditeurs de musique vont progressivement abandonner l'usage de certaines de ces « anciennes clés ».
Étendue approximative des principales catégories vocales associées aux « anciennes clés »
- la clé de sol deuxième correspond au soprano (1er dessus)[10] : du do3 au do5 ;
- la clé d'ut première correspond également au soprano (1er dessus) : du do3 au do5 ;
- la clé d'ut deuxième correspond au mezzo-soprano (2e dessus) : du la2 au la4 ;
- la clé d'ut troisième correspond au contralto et au 1er ténor (haute-contre)[11] : respectivement du fa2 au fa4 et du ré2 au ré4 ;
- la clé d'ut quatrième correspond au ténor (taille) : du si1 au si3 ;
- la clé de fa troisième correspond au baryton (concordant) : du sol1 au sol3 ;
- la clé de fa quatrième correspond à la basse (basse-taille) : du mi1 au mi3.

Au XXe siècle, une simplification est apportée à ce système et seules deux d'entre elles sont conservées : la clé de sol deuxième pour les voix féminines et la clé de fa quatrième pour les voix masculines. Les parties de ténors, lorsqu'elles sont dissociées des basses, sont toutefois notées en clé de sol octaviée en dessous où le do en bas de la portée est un do2 au lieu d'être un do3.
Le terme « contre-[note] » ne désigne pas une note précise mais une hauteur relative : le contre-ut du soprano est équivalent à un do5 alors que celui du ténor est un do4.